# Два с половиной доллара с бюстом Свободы в классическом стиле
2,5 доллара США с бюстом Свободы в классическом стиле — золотая монета США номиналом в 2,5 доллара, которая чеканилась с 1834 по 1839 годы. На аверсе монеты изображён бюст женщины символизирующей Свободу, а на реверсе белоголовый орлан — геральдический символ США. Имеет несколько разновидностей.

## История
Появление новой золотой монеты в 1834 году имело ряд предпосылок. Предыдущий тип — 2,5 доллара с бюстом Свободы в колпаке стали чеканиться во время, когда соотношение стоимости золота к серебру было эквивалентно 1⁄15. С течением времени золото возросло в цене и стало относиться к серебру как 1⁄15,5 — 1⁄16. В результате по закону Грешема золотые монеты быстро выходили из обихода. Предприимчивые люди их переплавляли, затем обменивали на серебряные монеты, которые затем старались обменять вновь на золотые по номинальной стоимости. В связи с этим золотые монеты США, выпущенные до 1834 года редки и имеют большую нумизматическую ценность.
Во время президентства Эндрю Джексона, который уделял значительное внимание экономике и банковской системе, в 1834 году был принят новый монетный акт. Согласно ему содержание золота в монетах было уменьшено (в монете номиналом в 2,5 доллара с 4,37 г 91,67 % золота до 4,18 90%-го).
В связи с изменением в составе монеты стало необходимым появление и её нового дизайна, известного как 2,5 доллара США с бюстом Свободы в классическом стиле (англ. Quarter Eagle Classic Head). Дизайн монеты был подготовлен Уильямом Книссом. Изображение также претерпело незначительные изменения, сделанные новым гравёром Кристианом Гобрехтом.
Большинство монет данного типа чеканились на монетном дворе Филадельфии. Небольшие тиражи были также выпущены на монетных дворах Шарлотт, Далонеги и Нового Орлеана.

## Изображение

### Аверс
На аверсе монеты изображён бюст женщины, символизирующей Свободу. На ленте, обхватывающей волосы, располагается надпись «LIBERTY». Под бюстом находится год, а вокруг него полукругом 13 звёзд. Над обозначением года выпуска может находиться небольшая буква, обозначающая место чеканки монеты — «C» — Шарлотт (Северная Каролина); «D» — Далонега, Джорджия; «O» — Новый Орлеан. Если буква отсутствует, то монета была отчеканена на монетном дворе Филадельфии.

### Реверс
Реверс монеты соответствует аналогичной монете предыдущего типа. Отличие состоит в отсутствии девиза «E PLURIBUS UNUM» над изображением орлана. Отсутствие девиза служило самым заметным отличием между описываемой монетой и монетой предыдущего типа.
На реверсе монеты находится белоголовый орлан с расправленными крыльями — символ США, — держащий в когтях стрелы и оливковую ветвь. По верхнему краю полукругом расположена надпись «UNITED STATES OF AMERICA».
Под изображением орлана располагалось обозначение номинала — «2 1⁄2 D.»

## Тираж
| Год  | Отчеканено в Филадельфии | Отчеканено в Шарлотт | Отчеканено в Далонеге | Отчеканено в Новом Орлеане |
| ---- | ------------------------ | -------------------- | --------------------- | -------------------------- |
| 1834 | 112 234 (около 10)       |                      |                       |                            |
| 1835 | 131 402 (около 10)       |                      |                       |                            |
| 1836 | 547 986 (около 10)       |                      |                       |                            |
| 1837 | 45 080 (около 10)        |                      |                       |                            |
| 1838 | 47 030                   | 7 880                |                       |                            |
| 1839 | 27 021 (около 10)        | 18 140               | 13 674                | 17 781                     |

(в скобках обозначено количество монет качества пруф)
Суммарный тираж монеты составляет более 960 тысяч экземпляров.